# کاکتوس جاسوزنی بردی
کاکتوس جاسوزنی بردی (نام علمی: Pediocactus bradyi) نام یک گونه از سرده کاکتوس‌های دشتی است.